# Laura (Fear the Walking Dead)
«Laura»— es el quinto episodio de la cuarta temporada de la serie de televisión posapocalíptica, horror Fear the Walking Dead. Se estrenó el 13 de mayo de 2018. Estuvo dirigido por Michael E. Satrazemis y en el guion estuvo a cargo de Anna Fishko.

## Trama
En flashbacks, John encuentra a Naomi inconsciente en el agua fuera de su cabaña. John la lleva adentro, le venda la herida y la deja descansar. Como se niega a decir su nombre, John la llama Laura. John se da cuenta de que más infectados se han estado lavando en el arroyo que rodea su cabaña, por lo que él y Naomi van en canoa río arriba para descubrir una barandilla rota en un puente. Luego parchean la barandilla con una pieza de metal. Durante la noche, Naomi le revela a John que perdió a un hijo. Al día siguiente, John le enseña a Naomi a pescar y juegan Scrabble. Los infectados todavía han estado flotando río abajo, por lo que investigan el puente nuevamente. Esta vez, bloquean la brecha con un Jeep. Durante una pelea con los infectados, John se niega a usar sus pistolas, sino que los apuñala. Explica que su negativa a usar armas de fuego se debe a un incidente ocurrido cuando era policía. Los infectados finalmente arrojan el Jeep al río y flotan hacia la cabaña de John. John y Naomi luchan contra los infectados, donde John usa sus armas para salvar a Naomi. Más tarde, John le dice a Naomi que la ama y se besan. Al día siguiente, John descubre que Naomi se ha ido, pero deja una nota con fichas de Scrabble: "Yo también te amo, lo siento".

## Recepción
"Laura" recibió críticas muy positivas de la crítica. En Rotten Tomatoes, "Laura" obtuvo una calificación del 89%, con una puntuación promedio de 8.83 / 10 basada en 9 reseñas.

### Calificaciones
El episodio fue visto por 2,46 millones de espectadores en los Estados Unidos en su fecha de emisión original, ligeramente por debajo de las calificaciones del episodio anterior de 2,49 millones de espectadores.